# Dendrobates leucomelas
El sapito minero (Dendrobates leucomelas) es una especie de anfibio anuro de la familia de las ranitas venenosas (Dendrobatidae). Se distribuye por Colombia (departamento del Guainía), Venezuela, Guyana y Brasil. Es una especie frecuente como mascota.
Pertenece al grupo tinctorius, al igual que D. auratus, D. truncatus y D. tinctorius. Como otras especies de Dendrobates del grupo tinctorius, se distribuye por el escudo guayanés, a diferencia del grupo histrionicus, de origen centroamericano o Chocoano.[cita requerida]
Esta especie se distingue de las demás del género por su característico patrón de coloración aposemática con bandas de color amarillo y negro. Este llamativo patrón funciona como advertencia de peligro o sabor desagradable para sus depredadores potenciales. Mide de 30 mm a 38 mm. Las hembras son algo más grandes y robustas que los machos. Tiene una esperanza de vida de unos 10 a 15 años.[cita requerida]

## Comportamiento
Dendrobates leucomelas es diurna y terrestre. Los machos son territoriales y pueden ser muy agresivos cuando defienden su territorio. 
Son insectivoras, su alimento principal son hormigas, aunque también se alimenta de termitas, escarabajos, grillos, y otros pequeños insectos y arañas. De las hormigas obtiene el ácido fórmico, que es el origen de su toxicidad. En cautividad, si no se alimentan de hormigas, no producirán toxinas o las producen en menor cantidad y potencia.
Durante la época de reproducción y apareamiento, los machos cantan y muestran sus colores para conseguir la atención de las hembras. El cortejo es más intenso durante una o dos horas o dos después de la salida del sol y antes de la puesta del sol. Cuando una hembra escoge a un macho, lo sigue a su lugar de cría escogido y acaricia su espalda y hocico. Los huevos por lo general son puestos sobre hojas, en zonas de mucha humedad. El macho protege la puesta, y gira los huevos para oxigenarlos. Una vez eclosionados los huevos, lleva a los renacuajos sobre su dorso a arroyos, donde se desarrollarán.